# 舊宜蘭監獄門廳
24°45′14″N 121°45′05″E / 24.753847°N 121.751507°E
舊宜蘭監獄門廳，位於臺灣宜蘭縣宜蘭市蘭城新月廣場神農路出入口，1896年至1999年間作為宜蘭監獄辦公室，之後原地拆除作商場時獲得保留，列歷史建築，現作餐廳活化。

## 樣貌

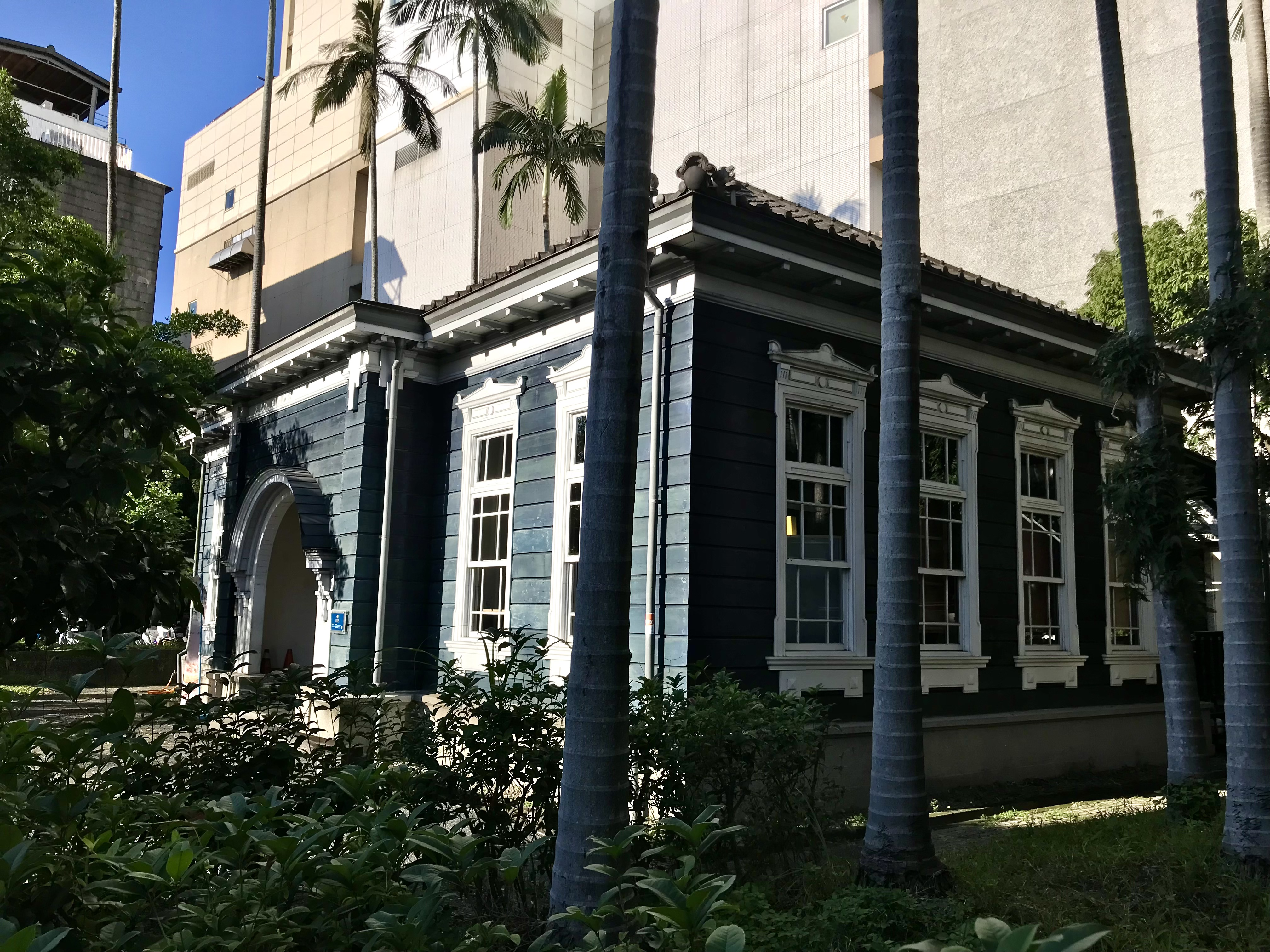
門廳左側

宜蘭市的舊宜蘭監獄建築群，原建於1896年6月。其中監獄門廳方位坐西朝東。左側原先是女子監獄、被告監舍及看守所；右側是懇親宿舍與成品倉庫。
門廳風格採仿造文藝復興時期建築。牆基為洗石子，並以方型柱磚砌支撐。窗戶為白色，以三角楣飾妝點收邊。屋頂為日本寄棟式，四坡黑瓦屋頂。外牆配以木造雨淋板，以木板拼接出長帶飾條。依宜蘭縣政府文化局調查，原先外觀牆面顏色已不可考，係長年以金屬防護漆錯誤處理而成為居民口中的「藍屋」。日後，為維持藍色，需用藍色護木漆。
門廳內部規劃上以穿廊劃分成兩部分，北側作總務室，南側是典獄長辦公室及秘書室，日治時代後期增建後方休息室及廁所。原先還有作為接見室的左護龍，已拆除。

## 保留

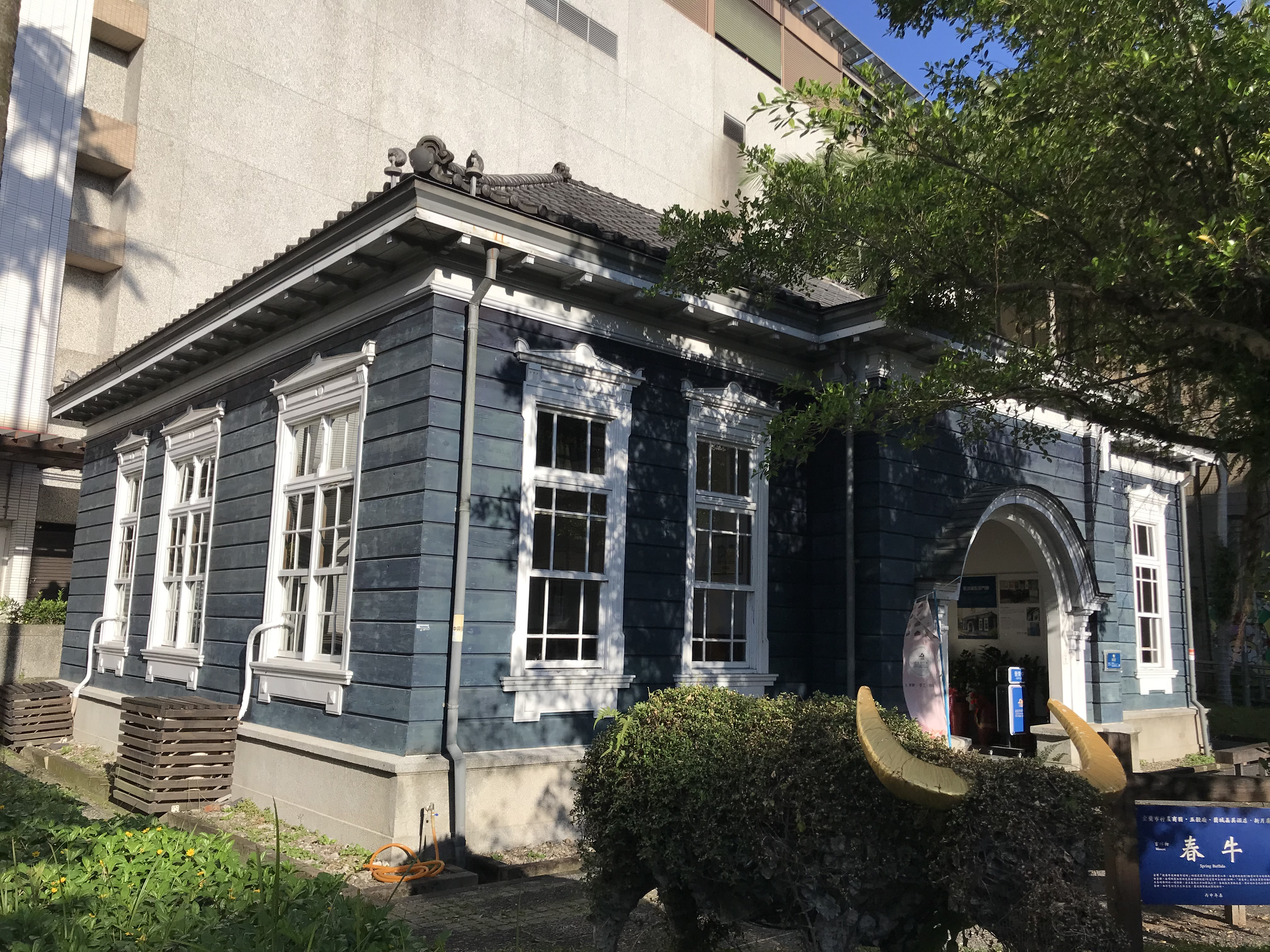
門廳右側

隨著雪山隧道的興建使宜蘭與台北市之間交通方便，宜蘭市南門地區因而吸引商團進駐。1997年4月25日，縣政府民政局禮俗文獻課長林明禛來宜蘭監獄勘查，認為其門廳古老應設法保存。1999年1月20日，時任宜蘭市長呂國華希望中央同意宜蘭監獄在宜蘭市土地撥用給地方。4月3日，縣府主任秘書陳源發與獄方作成多項決議。4月13日，時任立委陳定南催促下，宜蘭監獄完成遷移。7月2日，時任宜蘭縣長劉守成來舊監獄會勘，指示將門廳保留以作為市民生活館之用。11月9日，縣府公告「變更宜蘭市都市計畫 南門地區細部計畫案」，計畫將舊監獄土地作商業區、住宅區。
2000年6月26日，舊監獄門廳和瞭望哨開放給民眾參觀。8月15日，時任宜蘭市長呂國華會勘時，建議縣政府將周圍變為公園綠地，但被時任縣長劉守成以債務問題拒絕。12月13日，在臺北師範學院副教授楊孟哲的陪同下，聯合國世界人權宣傳展亞洲執行長倉持悟郎、攝影藝評家桑原史成來此參觀，並建議此處作為監獄博物館或人權紀念館使用。
2001年6月29日，門廳登錄為歷史建築。該年，因縣府面臨巨額的新台幣132億9千多萬元的徵地債務，光是每日債務利息近217萬元，便在門廳與牢房張掛巨幅的賣地促銷廣告。
2002年，為整修門廳，縣府向行政院文建會爭取新台幣750萬元，加上縣政府自籌經費，合計約800多萬元，同年展開修復。11月18日，對於地方要求拆除舊監獄剩餘建築聲浪，蘭陽技術學院建築系九十多位學生在頭城鎮、礁溪鄉及宜蘭市等多處人潮聚集處展開調查。12月19日，當地神農里長賴春旺發動聯署，要求淨空舊監獄建築，以免破壞商機。12月25日，文化藝術發展諮詢委員會，文化局長陳登欽堅持原地保留門廳作商場在神農路的出入口，受時任縣長劉守成支持。12月26日，校方公布有效問卷773張的民調，七成受訪者贊成保存。最後，縣府決定牢房、圍牆及瞭望台留給得標業者自行決定去留。
自2005年10月1日，舊監獄門廳先作為宜蘭縣文化局的展示地。為將舊監獄牢房拆除，12月13日，開發商環華豐公司在監獄門廳旁大擺66桌作超渡法會。次年3月13日，牢房拆除以作商場，保留部分磚瓦配合瞭望台遷移而擺置南門林園。

## 活化
蘭城新月廣場於2008年11月20日開幕後，舊監獄門廳被該業者以「藍屋」命名經營餐廳。2011年上檔的中視電視劇《男女生了沒》，將此門廳作為戲中卓文萱的精品店。該年宜蘭市公所辦理「宜蘭wonderful觀光景點暨親善大使」網路票選，此建物獲得11035票，特色景點排名僅次於佛光山蘭陽別院、宜蘭河濱公園。